# City break

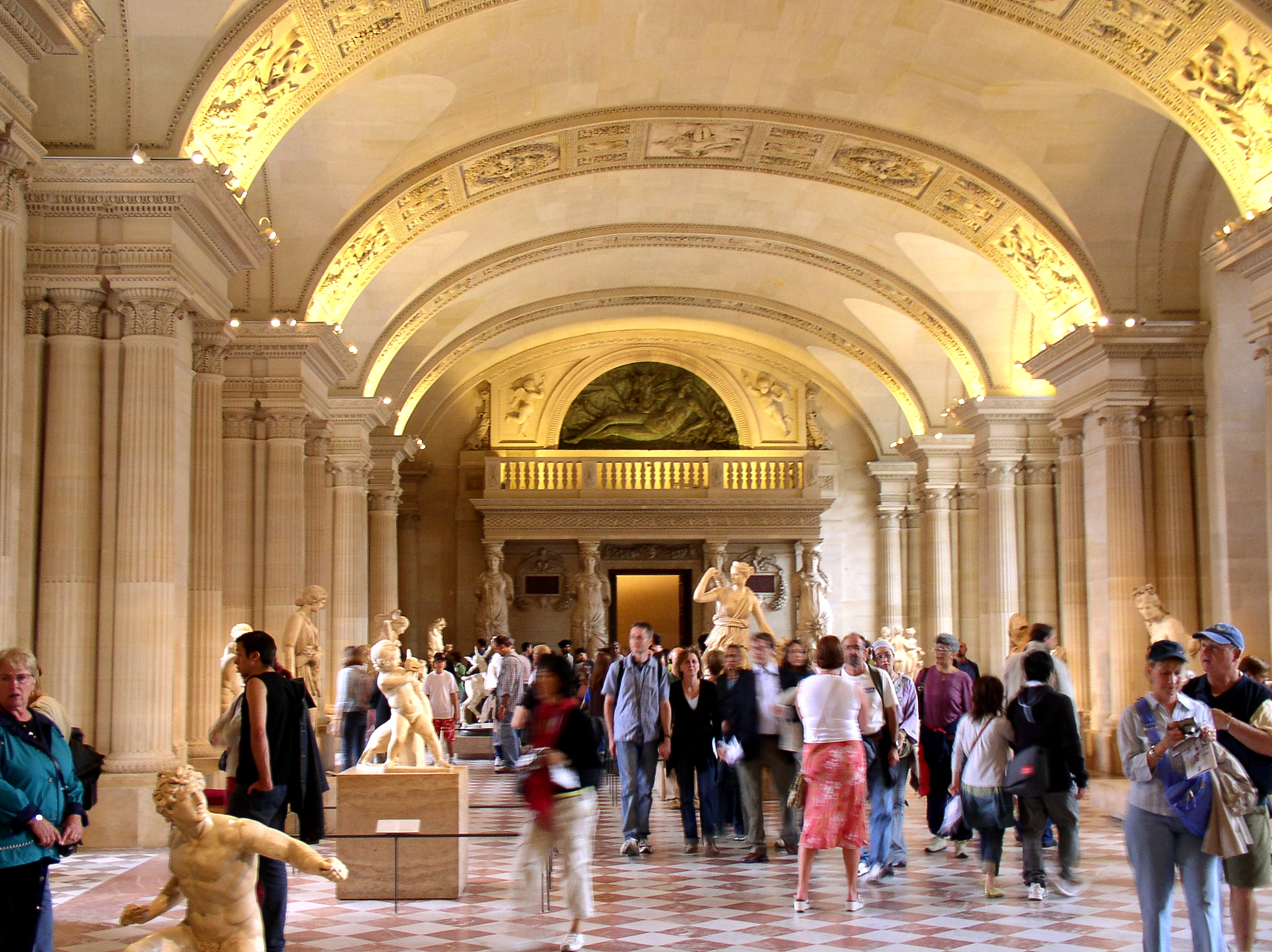
Paris reste en tête des destinations européennes pour les city breaks

Le city break est une façon de voyager de tendance de courte durée (de deux à cinq jours environ) pour une destination en ville. Les grandes villes européennes  sont les destinations courantes pour partir en city break. Les adeptes du city break sont appelés « citybreakers ». Ils cherchent à couper avec leur rythme quotidien effréné pour découvrir une nouvelle ville et culture durant un court séjour. Ils partent moins longtemps mais plus souvent. 
Le city break peut aussi être d'ordre professionnel. Les voyageurs d'affaires partent pour un congrès, une réunion d'entreprise le temps d'un court séjour. Ils profitent alors de leur déplacement pour visiter la ville.

## Une nouvelle tendance touristique
Le city break est une nouvelle tendance du tourisme. Le city break connaît une croissance exponentielle ces dix dernières années. Cela est dû à :
- Le développement des vols à bas coût. Le prix réduit des vols permet aux citybreakers de partir plus souvent, mais aussi plus loin.
- La mise en place des réductions du temps de travail ou RTT, plus de temps libre pour partir en voyage, week-end prolongé.
- Le développement des offres de dernière minute et Internet.
- Le développement de l'événementiel dans les villes.
- La responsabilisation des touristes jeunes autour d'un tourisme vert, l'utilisation des transports en commun.
- Les villes communiquent à grande échelle sur les événements majeurs qui prennent place au sein de leur ville et attirent ainsi des voyageurs qui vont passer quelques jours dans la ville, le temps d'un festival, d'un événement culturel ou sportif.
- Les Gites de France  ont ouvert leur label city break pour tous les séjours en chambres d'hôtes dans les villes et le Club Med développe un programme intitulé « City Stops » qu'il combine parfois avec un séjour en village de vacances[2],[3].